# Csongdzso koreai király
Csongdzso (Szöul, 1752. szeptember 22. – Szöul, 1800. augusztus 18.) Csoszon 22. uralkodója, az I-dinasztia tagja. Az egyik leghíresebb  koreai uralkodóként tartják számon.

## Élete
Csongdzso Lee Szan néven született Szado koronaherceg és Kyehjong úrnő gyermekeként 1752. okt. 28-án Szöulban. Nagyapja, Jongdzso király 1762-ben kivégeztette fiát, Szan édesapját(Szadó herceget), mivel a főurak mind összeesküvéssel vádolták. (Később Jongdzsó megbánja tettét, lelkiismeret furdalása hozzájárult demenciás betegsége felerősödéséhez.) Apja halála után Lee Szant Jongdzsó kinevezi koronahercegnek, majd kemény követelményeknek veti alá unokáját, aki azonban megoldja a feladatokat.
Az 1760-as évek végén Lee Szan feleségül veszi Hjo Üi-t(aki azonban nem képes gyermeket szülni, ezért hatalomra kerülése után második feleséget választ magának). Az ifjú koronaherceget számos támadás éri még nagyapja életében is. Többször merényletet követnek el ellene. Jongdzsó hosszú, békés és bölcs uralkodás után 1776-ban meghal. Erős és szilárd trónt hagy unokájára, Csongdzsóra, aki még nagyobbá próbálja tenni a királyi hatalmat és az országot. Legfontosabb feladatának tartja a köznép életszínvonalának emelését, a kizsákmányolás megszüntetését. Nagy harcokat vív az ország szinte teljes jogú uralkodó frakciójával, a Noron-frakcióval, amelynek feje Jongdzso király özvegye, Jongszan királyné, akinek kivégzésére férje végrendeletében engedélyt ad, de Csongdzsó nem hajtja végre a büntetést(ez később következményeket von maga után: rövid időre is, de Jongszan eléri, amiért egész életében küzdött - Korea egyeduralkodója lett. Csongdzsó fiától és örökösétől, a még gyermek Szundzsó királytól elragadta a hatalmat, melyet azonban Jongszan halála után Szundzsó visszanyert). Csongdzsó zseniális politikus volt. Eszét senki sem múlta felül, mindig egy lépéssel ellenségei előtt járt. 1800. augusztus 18-án, daganat és lázgörcs miatt, 24 éve tartó országlását maga mögött hagyva, mindössze 47 évesen bekövetkezett halála után az imént már említett Szundzso fia került a trónra, aki zsenge kora lévén gyengén kormányzott.

## Főbb Intézkedései
- A köznép jólétének érdekében az illegális kereskedelmet legálissá akarta tenni (ugyanis az akkori legális kereskedelmet a kizsákmányoló Noron-frakció irányította), ami nagy nehézségek árán, de sikerült neki.
- Nevéhez köthető Szuvon városának fölemelése: 1789-ben erődöt épített a város mellé, köréje falat húzatott fel (mely 5,7 km hosszú), több kormányhivatalt Szöulból Szuvonba helyeztetett át és a szöuli köznép egy részét költöztette az új fővárosba, ahol jólét várt rájuk. Ezzel az volt a célja, hogy a Noron-frakciót egyre jobban széthúzza (mely végül sikerült neki egyrészt kivégzésekkel, melyek igen nehezére estek), és többközpontúsítsa az országot, továbbá növelje a szegények megélhetésének esélyeit, a királyi hatalmat.
- Fő támogatója volt a művészeteknek – jómaga is szeretett festeni.
- Az 1790-es évek végén kisebb gazdasági visszaesés következett be Korea életében. Ezt új kínai pénzérmék bevezetésével próbálta meg orvosolni Csongdzsó. Az ötlet nem vált be, a pénzhamisítók könnyen másolták az új érméket, majd hamis pénzzel árasztották el az országot. Mire a király megoldotta volna a helyzetet, meghalt.

## A művészetekben
A korona hercege című 2007-ben bemutatott dél-koreai filmsorozatban I Szodzsin alakította.
 The Red Sleeve c. 2021-ben készült sorozatban Lee Jun Ho alakította.

## Posztumusz neve
Teljes posztumusz neve (siho):
 Csongdzso Kjongcshon Mjongdo Hoongdok Hjonmo Munszong Murjol Szongin Csanghjo Tevang (정조경천명도홍덕현모문성무렬성인장효대왕, 正祖敬天明道洪德顯謨文成武烈聖仁莊孝大王, Jeongjo Gyeongcheon Myeongdo Hongdeok Hyeonmo Munseong Muryeol Seongin Janghyo Daewang)